# Kazimierz Kucharski

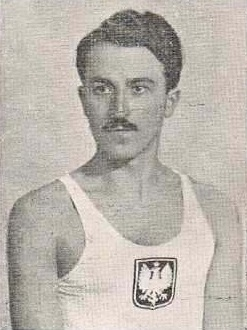
Kazimierz Kucharski in den 1930er Jahren

Kazimierz Kucharski (* 13. Februar 1909 in Łuków; † 9. April 1995 in Warschau) war ein polnischer Mittelstreckenläufer und Sprinter.
1934 wurde er bei den Leichtathletik-Europameisterschaften in Turin Sechster über 800 m.
Bei den Olympischen Spielen 1936 in Berlin wurde er Vierter über 800 m und schied in der 4-mal-400-Meter-Staffel im Vorlauf aus.

## Persönliche Bestzeiten
- 400 m: 49,8 s, 1935
- 800 m: 1:51,6 min, 24. Juli 1935, Stockholm
- 1500 m: 3:54,2 min, 19. September 1936, Warschau